# Юозас Пакалніс
Юозас Пакальніс (лит. Juozas Pakalnis; 4 серпня 1912, с. Вясялькішкяй, Пакруойський район, Шяуляйський повіт, Литва — 28 січня 1948, Вільнюс) — литовський флейтист, композитор, диригент, педагог. Вважається родоначальником литовської флейтової школи.

## Життєпис
У 1926 вступив до Клайпедського музичного училища за класом флейти, де навчався у чеських педагогів — спочатку в Альберта Бурсіка, а потім — Франца Бенінга. Після закінчення училища у 1930 прийнятий флейтистом до оркестру Каунаського державного театру (перший професійний театр у Литві з оперною, драматичною та балетною трупами).
З 1931 викладав за класом флейти в Каунаському музичному училищі, яке в 1933 реорганізовано в Каунаську консерваторію. Виступав із концертами. Вивчав композицію під керівництвом Юозаса Груодіса.
1935 на Каунаському радіо відбувся диригентський дебют молодого музиканта.
1936 стає диригентом симфонічного оркестру Державного театру. Цей оркестр виконував і його перші твори, але, відчуваючи брак теоретичних знань, в 1938 Пакалніс вступає до Лейпцизької консерваторії, де навчається диригуванню в Германа Абендрота, а композиції — в Йоганна Непомука Давида. Через складну політичну ситуацію через рік повертається до Литви.
З 1940 Пакалніс працював у Державному театрі диригентом балету, був також диригентом започаткованого у 1941 Каунаського театру музичної комедії. Його найбільшим композиторським успіхом став балет «Наречена», поставлений у Каунасі 12 грудня 1943 під керівництвом автора. У часи більшовицької окупації балет ставився протягом 50 років у Каунасі під назвою «Встає зоренька» та у Вільнюсі під назвою «Ранкова зірка». Продовжував виступати як флейтист- соліст. З 1945 став керувати студентським симфонічним оркестром Каунаської державної консерваторії, в 1947 йому присвоєно звання доцента.
Помер у 1948 за нез'ясованих обставин. На трагічну смерть намагався пролити світло КДБ, зібравши 2 томи слідчих матеріалів.
Похований у Каунасі, на цвинтарі Шанчю, у 1970 перепохований на Петрашунському цвинтарі, де у 1973 поставлено надгробний пам'ятник (архітектор — М. М.). Лагунавічене). Серед учнів Юозаса Пакалніса — Аугустінас Армонас та Людас (Людвікас) Сурвіла. Музична мова Ю. Пакалніса близька до пізнього романтизму, твори відрізняються барвистим інструментуванням, мелодійністю, виразним ритмом, а ліричні мелодії нагадують інтонації литовського фольклору.

## Пам'ять
На малій батьківщині Пакалніса створено меморіальний музей, музичну школу названо його ім'ям.
З 1992 проводиться Республіканський конкурс молодих виконавців ім. Ю. Пакалніса.
1969 в Каунасі за адресою вул. Жемайчю, 88 з'явилася меморіальна дошка з текстом: «У цьому будинку в 1930-1948 жив флейтист, диригент, композитор, доцент Юозас Пакалніс». 31 травня 2001 на її місці відкрито нову меморіальну дошку з барельєфом музиканта (скульптор Стасис Жирґуліс).

## Твори
- Каприччіо № 1 для флейти з оркестром (або фортепіано) (1931)
- Каприччіо № 2 для віолончелі з оркестром (або фортепіано) (1932)
- «Легенда» для оркестру (1933)
- симфонічна поема «Літуаніка» (1935) (на згадку про переліт льотчиків Дарюса і Гіренаса через Атлантичний океан літаком «Літуаніка»)
- Романтична увертюра (1936)
- Симфонічна картина (1939)
- балет «Наречена» (1942)
- Музика для параду спортсменів у Москві (1946)
- незакінчена опера «Мілда» (1946)
- Героїчна увертюра (1947)
- Симфонія № 1 C-dur «Пасторальна» (1948)
- твори для духового оркестру, для ф-но, камерно-інструментальні, вокальні, хорові твори